# Рено I де Краон
Рено I де Краон (фр. Renaud Ier de Craon; 1060—1101) — сеньор де Краон, основатель дома де Краон. Сын Роберта I, сеньора де Краона и сеньора де Сабле из Неверского дома, и его жены Авуазы де Сабле. При разделе отцовских владений он получил Краон, тогда как сеньория Сабле досталась его младшему брату Роберту.
Рено де Краон был женат на Эннаген де Витри. В этом браке родились:
- Морис, сеньор де Краон;
- Анри;
- Роберт (умер в 1149), великий магистр ордена тамплиеров;
- Маго, жена Рауля, сира де Креки.